# Солдат апокалипсиса
«Солдат апокалипсиса» (англ. Omega Doom) — американский постапокалиптический фильм 1996 года режиссёра Альберта Пьюна с Рутгером Хауэром в главной роли.

## Сюжет
В последний день битвы человечества и роботов один из дроидов Солдат апокалипсиса (Омега-Дум) получает ранение, и у него стирается память — программа по уничтожению людей. Спустя неопределённое время после этого Омега-Дум попадает в один из разрушенных городов, где натыкается на необычный союз дроидов и ромов (новых более совершенных моделей роботов) в то время как обычно они между собой враждуют. Кроме того, здесь есть два простых мирных робота — в прошлом робот-няня, а теперь барменша, подающая воду, и голова бывшего робота-учителя, которую дроиды используют для развлечения вместо мяча. Омега-Дум помогает Голове найти тело, и она рассказывает ему, что по слухам в этом городе хранится спрятанное людьми оружие. Обе группировки роботов хотят найти это оружие, чтобы использовать для уничтожения оставшихся в живых людей, поскольку в нынешнем распоряжении роботов есть только так называемые «лазерные резаки», барменшу же они используют для приманки. Дроид Марко рассержен тем, что Омега-Дум лишил его любимой игрушки — Головы. Между Марко и Думом происходит схватка, где Дум демонстрирует своё мастерство владения лазерным резаком и уничтожает Марко. Обеспокоенная Голова предлагает Думу поскорее бежать из города, но тот наоборот идёт к ромам, чтобы заключить с ними сделку. Омега-Дум обещает ромам найти оружие и устранить дроидов взамен на половину оружия. Затем Дум идёт к дроидам и предлагает им ту же самую сделку. Настоящий же план Дума — выманить и уничтожить всех их по одному, и у него это получается. Воплотив свой план в жизнь и оставив в живых только мирных роботов Голову и барменшу (а также одну из сдавшихся ромов), Омега-Дум отправляется дальше. В одной из последних сцен он выполняет последнюю просьбу умирающей (от его руки) Зед, поворачивая её голову к багрово-красному закату.

## В главных ролях
- Рутгер Хауэр — Солдат апокалипсиса (Омега-Дум)
- Шэннон Уирри — лидер дроидов Зед
- Норберт Уэйссер — Голова
- Тина Коте — лидер ромов Блэкхёрт
- Анна Катарина — барменша
- Джилл Пирс — ром Зинк
- Саймон Поулэнд — дроид Зед-Ту
- Синтия Айрлэнд — ром Айронфэйс
- Джахи Джей Джей Зури — дроид Марко
- Эрл Уайт — дроид Титус

## Оценки
Кинокритик британского еженедельника Radio Times Кит Бэйли отмечал слабую режиссуру фильма, заметив при этом, что сюжет во многом заимствован из работы Акиры Куросавы «Телохранитель». Однако самой большой ошибкой сценария Бэйли назвал отсутствие в фильме «человеческого элемента», — поскольку все персонажи роботы, по мнению критика, фильм не способен вызывать никаких эмоций.